# Wymiar sprawiedliwości w Kongu
Wymiar sprawiedliwości w Kongu – wymiar sprawiedliwości w Republice Konga sprawują sądy: Sąd Konstytucyjny, Sąd Najwyższy, sąd dyscypliny budżetowej i audytu, sądy apelacyjne, sądy rejonowe, sądy okręgowe, trybunały ds. zatrudnienia, a także sądy dla nieletnich. Istnieje także urząd prokuratora generalnego.

## Sąd Najwyższy
Sąd Najwyższy (fr. Cour Suprême du Congo) jest sądem, do którego zadań należy m.in. wydawanie orzeczeń kasacyjnych. Sędziowie sądu najwyższego są powoływani przez prezydenta republiki za pomocą dekretu Najwyższej Rady Magistratu (ang. Superior Council of the Magistrature). Obecnym prezesem sądu jest Henri Bouka.

## Sąd Konstytucyjny
Sąd Konstytucyjny (fr. Cour Constitutionnelle du Congo) jest sądem, do którego zadań należy m.in. kontrola zgodności ustaw, traktatów i umów międzynarodowych z konstytucją; kontrola prawidłowości wyborów prezydenckich, parlamentarnych i senatorskich; kontrola referendów; wydawanie zawiadomień o zgodności ustaw organicznych z Konstytucją. Sąd Konstytucyjny składa się z dziewięciu członków, w tym co najmniej sześciu prawników. Kadencja członków Sądu Konstytucyjnego trwa cztery lata i może być przedłużona dwukrotnie. Obecnym prezesem sądu jest Auguste Iloki.

## Prokurator generalny
Prokurator generalny (fr. Procureur Général du Congo) reprezentuje państwo w sprawach karnych. Według konstytucji Konga, prokurator generalny jest członkiem Najwyższej Rady Magistratu (ang. Superior Council of the Magistrature).